# Tricyrtis maculata
Espèce
Classification phylogénétique
Tricyrtis maculata est une espèce de plantes de la famille des Liliacées, originaire de la chaîne himalayenne (Chine, Népal).
Comme les espèces de ce genre, Tricyrtis maculata est souvent dénommée Lis crapaud.
Nom chinois : 黄花油点草

## Description
Tricyrtis maculata est une plante herbacée pérenne pouvant atteindre 80 cm de haut. Elle est abondamment couverte de poils, d'où l'épithète spécifique donné par Nathaniel Wallich : pilosa.
Sa floraison dure tout l'été : juillet à septembre.
Comme pour le genre, la fleur est composée de six sépales : trois extérieurs avec sept nervures, trois intérieurs avec cinq nervures.
Elle porte six étamines. Son pistil, triloculaire, tubulaire, est profondément divisé à sa moitié supérieure où chaque partie est perpendiculaire à l'axe du pistil sur une importante longueur (du tiers à la moitié de la longueur totale du pistil) et avec l'extrémité recourbée.
Les graines, nombreuses par locule, sont de petite taille et aplaties.
À l'identique de tout le genre, elle compte 2 × n = 26 chromosomes.

## Distribution
Comme les espèces du genre, Tricyrtis maculata est originaire d'Asie, en particulier de la chaîne himalayenne. Son utilisation ornementale l'a répandue à l'ensemble des pays à climat tempéré, en particulier en France.
Elle affectionne les terrains humides ombragés.

## Historique et position taxinomique
En 1825, David Don décrit à partir d'un échantillon himalayen cette espèce sous le nom de Compsoa maculata. Il en fait l'espèce type du nouveau genre Compsoa qu'il nomme sur le mot grec χομψός - élégant -,.
En 1826, Nathaniel Wallich nomme à partir d'un autre échantillon himalayen, collecté au Népal, Tricyrtis pilosa dans sa description (p. 61) et Tricyrtis elegans dans la planche (p. 62). Bien que signalant sa parenté avec Uvularia hirta, Nathaniel Wallich doute légitimement sur la complète identité de son exemplaire avec celui de Carl Peter Thunberg.
En 1827, Curt Polycarp Joachim Sprengel renomme le genre Compsoa de David Don en Compsanthus, et reprend donc l'espèce type de ce genre : Compsanthus maculatus (D.Don) Spreng.
En 1856, William Jackson Hooker établit la synonymie, à partir d'une plante collectée dans le Sikkim, de Compsoa maculata D.Don avec Tricyrtis pilosa Wall.. Il préfère cependant comme dénomination du genre Tricyrtis à Compsoa malgré l'antériorité de cette dernière.
En 1891, Carl Ernst Otto Kuntze se remémore la description du genre Compsoa par David Don, constate l'antériorité de cette dénomination sur celle de Nathaniel Wallich et .
En 1918, James Francis Macbride replace Compsoa maculata dans le genre Tricyrtis : Tricyrtis maculata (D.Don) J.F.Macbr.. Cette dernière dénomination est maintenant majoritairement adoptée.
Par ailleurs, Augustin Abel Hector Léveillé décrit deux fois cette même espèce. Une première fois, en 1907, dans le genre Disporum Salisb. à partir d'un échantillon originaire du Guizhou fourni en 1905 par Joseph Henri Esquirol : Disporum esquirolii H.Lév.. Et une deuxième fois, en 1912, dans le genre Corchorus L. à partir d'un échantillon aussi originaire du Guizhou et récolté en 1908 par Pierre Julien Cavalerie. En 1988, Hiroshi Hara replace la première dans le genre Tricyrtis : Tricyrtis esquirolii (H.Lév.) H.Hara
Une synonymie assez importante affecte donc cette espèce :
- Compsanthus maculatus (D.Don) Spreng. (1827)
- Compsoa maculata D.Don (1925)
- Corchorus polygonatum H.Lév. (1912)
- Disporum esquirolii H.Lév. (1907)
- Tricyrtis elegans Wall. (1826)
- Tricyrtis esquirolii (H.Lév.) H.Hara (1988)
- Tricyrtis pilosa Wall. (1826)

## Utilisation
Cette espèce est moins utilisée en horticulture ornementale que Tricyrtis hirta en particulier. Mais cette utilisation s'accroît et des variétés horticoles commencent à apparaître.